# Wolfram Kurschat
Wolfram Kurschat, né le 17 mai 1975 à Werne, est un coureur cycliste allemand spécialiste de VTT cross-country.

## Palmarès en VTT

### Coupe du monde
- Coupe du monde de cross-country 
  - 6e en 2009

### Championnats d'Allemagne
- 1999
  -  Champion d'Allemagne de cross-country
- 2007
  -  Champion d'Allemagne de cross-country
- 2009
  -  Champion d'Allemagne de cross-country